# Mastodonty (Tetmajer)

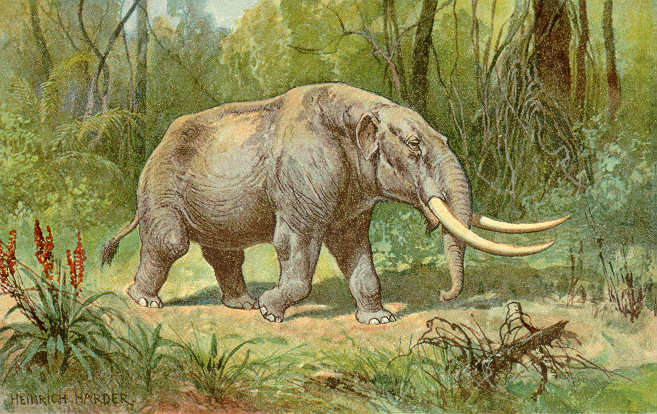
Rekonstrukcja wyglądu mastodonta

Mastodonty – sonet Kazimierza Przerwy-Tetmajera, ogłoszony w tomie Poezje. Seria trzecia, wydanym w 1898. Utwór rymuje się abba abba cdd eec i jest napisany trzynastozgłoskowcem ze średniówką po sylabie siódmej. Tytułowe mastodonty to wymarłe zwierzęta spokrewnione z dzisiejszymi słoniami.
Burza drzew! Pniów przepaście, ocean konarów,
Huragan życia, wulkan wzrostu i rozwoju,
Kaskady złotych liści, fontanny powoju,
Huk kwiatów pękających od słońca pożarów.
Cicho — wtem wielkie płazy dźwignęły z moczarów
Potworne łby, złociste od złotych much roju;
Jeleń, co z krysztalnego zbiegł napić się zdroju,
Stanął, nastawił uszy i pomknął przez parów.
Głuchy grzmot wybiegł z lasu dalekich zakątów,
Zadrżały drzewa, jako przed nadejściem tuczy —
Grzmot rośnie, cała ziemia dygota i huczy:
Błysnęło — to kły białe — — na kształt morskiej fali,
Co się wzburzona naprzód bez pamięci wali,
Wybiegło z głębi puszczy stado mastodontów.
Sonet Tetmajera powstał pod wpływem parnasizmu, a zwłaszcza liryki Joségo-Maríi de Heredii.